# Altgriechische Flexion
Die Grammatik der altgriechischen Sprache (altgriechisch ἡ Ἑλληνικὴ γλῶσσα [attisch γλῶττα] hē hellēnikē glōssa [attisch glōtta]) ist in Beziehung auf die Morphologie komplex und verfügt, wie viele indoeuropäische Sprachen, über eine ausgeprägte Flexion („Beugung“). Dieser Artikel fasst die Veränderungsbereiche der altgriechischen Sprache kurz zusammen, stellt die Verwendungen einzelner Zeiten und Modi kurz gegenüber, listet Beispiele zur Konjugation auf und stellt die unterschiedlichen Deklinationen kurz vor.

## Einführung
Im Altgriechischen wird konjugiert und dekliniert.
Die Konjugation ist die Veränderung des Verbs. Sie findet bei den bestimmten Formen in verschiedenen Bereichen statt:
- Person: im Altgriechischen gibt es die 1., 2. und 3. Person;
- Numerus: im Altgriechischen gibt es den Singular, den Dual (auf Grund seiner Seltenheit hier nicht berücksichtigt) und den Plural;
- Modus: im Altgriechischen gibt es den Indikativ, den Konjunktiv, den Optativ und den Imperativ;
- Tempus: im Altgriechischen gibt es das Präsens, das Imperfekt, das Futur, den (starken) Aorist, das Perfekt und das Plusquamperfekt;
- Genus verbi: im Altgriechischen gibt es das Aktiv, das Medium und das Passiv.

Unbestimmte Formen, beispielsweise der Infinitiv, sind von der Konjugation ganz oder teilweise ausgeschlossen.
Die Deklination ist die Veränderung des Nomens, das heißt des Substantivs, Adjektivs usw. Sie findet in verschiedenen Bereichen statt:
- Kasus: im Altgriechischen gibt es den Nominativ, den Genitiv, den Dativ, den Akkusativ und (als Anrede) den Vokativ;
- Numerus: im Altgriechischen gibt es den Singular, den Dual (auf Grund seiner Seltenheit hier nur für den Artikel und die III. Deklination) und den Plural;
- Genus: im Altgriechischen gibt es das Maskulinum, das Femininum und das Neutrum.

Sich aufeinander beziehende Nomina müssen nach Kasus, Numerus und Genus Kongruenz aufweisen (das heißt Übereinstimmung in diesen Bereichen).

## Konjugation
Hinweis: Konjugationstabellen für die regelmäßigen Verben sind unter Verba vocalia, Konjugation zu finden.

### Gebrauch der Aspekte
Wesentlich wichtiger als das Ausdrücken einer bestimmten Zeitstufe (Gegenwart, Vergangenheit oder Zukunft) ist in der griechischen Verbalflexion der sogenannte Aspekt. Er drückt aus, mit welchem zeitlichen Fokus die Verbalhandlung innerhalb einer bestimmten Zeitstufe betrachtet wird. Nur im Indikativ haben Aorist und Präsens tatsächlich temporale Bedeutung; in allen anderen Modi repräsentieren sie nur ihren jeweiligen Aspekt. Die drei Aspekte des Altgriechischen werden durch einen jeweils eigenen Verbalstamm ausgedrückt und sind:
- durativer Aspekt: Er betont die Dauer und Ausdehnung der Verbalhandlung unabhängig von Anfangs- und Endpunkt der Handlung. Er wird durch den Präsensstamm realisiert.
- punktueller Aspekt: Er betrachtet einen einzigen Punkt der Verbalhandlung; dieser Punkt kann ein beliebiger (komplexiv), der Anfangs- (ingressiv) oder der Endpunkt (effektiv) der Handlung sein. Dieser Aspekt wird durch den Aoriststamm ausgedrückt.
- resultativer Aspekt: Er nimmt das (gegenwärtige) Ergebnis einer Verbalhandlung in den Blick und ist der dem Perfektstamm eigene Aspekt.

### Bildung und Gebrauch der Tempora und Modi

#### Gebrauch der Tempora
- Präsens: Das Präsens wird durch das Anhängen der primären Personalendungen an den Präsensstamm (im Beispiel: θυ-) gebildet. Es drückt eine Handlung aus, die zum Zeitpunkt des Sprechens oder regelmäßig geschieht:

Ἀνὴρ θύει βοῦν.
Anēr thyei boun.
Ein Mann opfert einen Stier.
- Imperfekt: Das Imperfekt wird aus dem Präsensstamm (θυ-) gebildet, indem ein Augment vor den Stamm und die sekundären Personalendungen hinten an den Stamm angehängt werden. Das Augment erscheint dabei bei konsonantisch anlautenden Stämmen als syllabisches (ἐ-) bzw. bei vokalisch anlautenden Stämmen als temporales Augment (durch Dehnung des Vokals, z. B. wird aus anlautendem ἀ- ein ἠ-). Das Augment markiert das Imperfekt als Vergangenheitstempus, während der durative Aspekt des Präsensstammes ausdrückt, dass die Handlung in der Vergangenheit regelmäßig geschah (iterativ), einen längeren Zeit andauerte (durativ) oder immer wieder versucht wurde (konativ):

Ἀνὴρ ἔθυε βοῦν.
Anēr ethye boun.
Ein Mann opferte (zum wiederholten Male) einen Stier. Oder:
Ein Mann war (eine gewisse Zeit lang) mit der Opferung eines Stieres beschäftigt. Oder:
Ein Mann versuchte (mehrfach), einen Stier zu opfern (wohl, weil er diese Handlung wiederholt nicht erfolgreich beenden konnte).
- Futur: Das Futur wird durch die Erweiterung des Präsensstammes mit -σ- (θυσ-) und das Anhängen der primären Personalendungen gebildet. Es drückt eine Handlung aus, die in der Zukunft stattfinden wird:

Ἀνὴρ θύσει βοῦν.
Anēr thysei boun.
Ein Mann wird einen Stier opfern.
- Aorist: Er drückt im Indikativ eine Handlung aus, die einmal in der Vergangenheit geschah. Meist wird hierbei ein bestimmter Punkt der Handlung (komplexiv), ihr Anfang (ingressiv) oder ihr Ende (effektiv) beschrieben:

Ἀνὴρ ἔθυσε βοῦν.
Anēr ethyse boun.
Ein Mann opferte einen Stier. Oder:
Ein Mann begann, einen Stier zu opfern. Oder:
Ein Mann führte (vollständig) die Opferung eines Stieres aus.
Deutlich wird der aspektuelle Bedeutungsunterschied von Aorist und Präsens/Imperfekt zum Beispiel am Verb βασιλεύειν (König sein): Im Imperfekt ἐβασίλευε bedeutet es „er war König“ (durativ), während es im Aorist ἐβασίλευσε „er wurde König“ (punktuell-ingressiv) heißt.
- Perfekt: Es drückt eine Handlung aus, die in der Vergangenheit geschehen und zum Zeitpunkt des Sprechens abgeschlossen ist; die Betrachtung liegt hier auf dem Zustand als Resultat dieser Handlung:

Ἀνὴρ τέθυκε βοῦν.
Anēr tethyke boun.
Ein Mann hat einen Stier geopfert (und das Opfer war erfolgreich).
- Plusquamperfekt: Es drückt eine Handlung aus, die bereits in der Vergangenheit abgeschlossen gewesen war und deren Resultat fortwirkte.

Ἀνὴρ ἐτεθύκει βοῦν.
Anēr etethykei boun.
Ein Mann hatte einen Stier geopfert (und das Opfer war erfolgreich gewesen).
Als weiteres Beispiel verschiedene Formen von „fliehen/auf der Flucht sein“:
- Präsens: φεύγω pheúgo „ich bin auf der Flucht“ (durativ);
- Imperfekt: ἔφευγον épheugon „ich war auf der Flucht“ (durativ);
- Futur: φεύξομαι pheúzomai „ich werde entfliehen“ (momentan)/„ich werde auf der Flucht sein“ (durativ);
- Aorist: ἔφυγον éphygon „ich entfloh“ (momentan);
- Perfekt: πέφευγα péphyga „ich bin entflohen (und in Sicherheit)“.
- Plusquamperfekt: ἐπεφεύγειν „ich war entflohen (und in Sicherheit)“.

#### Gebrauch der Modi
- Indikativ: Er drückt allgemein eine geschehene Handlung aus:

Ἀνὴρ θύει βοῦν.
Anēr thyei boun.
Ein Mann opfert einen Stier.
- Konjunktiv: Er drückt einen Wunsch, einen Willen oder eine Erwartung aus:

Πέμπουσιν ἄνδρα, ἵνα θύσῃ βοῦν.
Pempousin andra, hina thysēi boun.
Sie schicken einen Mann, um den Stier zu opfern. (… damit er einen Stier opfere.)
- Optativ: Er drückt einen Wunsch (Optativ) oder eine Möglichkeit (Potentialis) aus:

Εἴθε ἀνὴρ θύοι βοῦν.
Eithe anēr thyoi boun.
Ich wünschte, ein Mann opferte einen Stier.
Ἔλεγον ὅτι ἀνὴρ οὐ θύοι βοῦν.
Elegon hoti anēr ou thyoi boun.
Sie sagten, dass ein Mann keinen Stier opfert (… einen Stier nicht opfert).
Εἰ βούλοιτο, θύοι ἂν βοῦν.
Ei bouloito, thyoi an boun.
Wenn er wollte, opferte er einen Stier. (… könnte er einen Stier opfern.)
- Imperativ: Er drückt einen Befehl aus:

Ὦ ἄνερ, θῦσον βοῦν.
Ō anēr, thyson boun.
Mann, opfere einen Stier!

### Das Verbεἰμί– sein
Das Verb εἰμί ist ein unregelmäßiges Hilfsverb.
|           | Indikativ                                    | Konjunktiv          | Optativ                                           | Imperativ                              | Infinitiv | Partizip                  |
| --------- | -------------------------------------------- | ------------------- | ------------------------------------------------- | -------------------------------------- | --------- | ------------------------- |
| Präsens   | εἰμί εἶ ἐστί(ν) ἐσμέν ἐστέ εἰσί(ν)           | ὦ ᾖς ᾖ ὦμεν ἦτε ὦσι | εἴην εἴης εἴη εἴημεν/εἶμεν εἴητε/εἶτε εἴησαν/εἶεν | - ἴσθι ἔστω - ἔστε ἔστων/ὄντων/ἔστωσαν | εἶναι     | ὤν οῦσα ὄν                |
| Imperfekt | ἦν ἦσθα ἦν ἦμεν ἦτε ἦσαν                     |                     |                                                   |                                        |           |                           |
| Futur     | ἔσομαι ἔσῃ/ἔσει ἔσται ἐσόμεθα ἔσεσθε ἔσονται |                     | ἐσοίμην ἔσοιο ἔσοιτο ἐσοίμεθα ἔσοισθε ἔσοιντο     |                                        | ἔσεσθαι   | ἐσόμενος ἐσομένη ἐσόμενον |

## Deklination

### Artikel
Der Artikel ist immer bestimmt; einen unbestimmten Artikel gibt es im Altgriechischen nicht. Der bestimmte Artikel steht auch vor Eigennamen: ὁ Περικλῆς ho Periklēs „Perikles“, ἡ Ἀθήνη hē Athḗnē „Athene“.
|           | Maskulinum | Maskulinum  | Maskulinum         | Femininum | Femininum               | Femininum          | Neutrum   | Neutrum     | Neutrum     |
| Singular  | Dual       | Plural      | Singular           | Dual      | Plural                  | Singular           | Dual      | Plural      |             |
| --------- | ---------- | ----------- | ------------------ | --------- | ----------------------- | ------------------ | --------- | ----------- | ----------- |
| Nominativ | ὁ (ho)     | τώ (tṓ)     | οἱ (hoi) τοί (toí) | ἡ (hē)    | τά (tā́) τώ (tṓ)         | αἱ (hai) ταί (taí) | τό (tó)   | τώ (tṓ)     | τά (tá)     |
| Genitiv   | τοῦ (toû)  | τοῖν (toîn) | τῶν (tôn)          | τῆς (tês) | ταῖν (taîn) τοῖν (toîn) | τῶν (tôn)          | τοῦ (toû) | τοῖν (toîn) | τῶν (tôn)   |
| Dativ     | τῷ (tôi)   | τοῖν (toîn) | τοῖς (toîs)        | τῇ (têi)  | ταῖν (taîn) τοῖν (toîn) | ταῖς (taîs)        | τῷ (tôi)  | τοῖν (toîn) | τοῖς (toîs) |
| Akkusativ | τόν (tón)  | τώ (tṓ)     | τούς (toús)        | τήν (tḗn) | τά (tā́) τώ (tṓ)         | τάς (tás)          | τό (tó)   | τώ (tṓ)     | τά (tá)     |

Bei dem im Vokativ und zudem nur im Attischen vorangestellten ὦ ō (wie in ὦ Περίκλεις ō Perikleis) handelt es sich nicht um einen Artikel, sondern um eine Interjektion, wie sie auch im Deutschen bekannt ist.

### Erste Deklination
In der Ersten Deklination (auch α-Deklination oder Alpha-Deklination genannt) finden sich maskuline und feminine Wörter.
|                               | Maskulinum                    | Maskulinum          | Maskulinum              | Maskulinum                           | Femininum                            | Femininum                  | Femininum                  | Femininum           |
| νεανίας junger Mann, Jüngling | νεανίας junger Mann, Jüngling | στρατιώτης Soldat   | στρατιώτης Soldat       | στρατιά Heer, Armee                  | στρατιά Heer, Armee                  | γλῶσσα Sprache             | γλῶσσα Sprache             |                     |
| Stamm: νεανῐᾱ- (α-purum)      | Stamm: νεανῐᾱ- (α-purum)      | Stamm: στρατιωτᾱ-   | Stamm: στρατιωτᾱ-       | Stamm: στρατιᾱ- (α-purum, endbetont) | Stamm: στρατιᾱ- (α-purum, endbetont) | Stamm: γλωσσᾰ- (α-impurum) | Stamm: γλωσσᾰ- (α-impurum) |                     |
|                               | Singular                      | Plural              | Singular                | Plural                               | Singular                             | Plural                     | Singular                   | Plural              |
| ----------------------------- | ----------------------------- | ------------------- | ----------------------- | ------------------------------------ | ------------------------------------ | -------------------------- | -------------------------- | ------------------- |
| Nominativ                     | νεανίας (neaníās)             | νεανίαι (neaníai)   | στρατιώτης (stratiṓtēs) | στρατιῶται (stratiôtai)              | στρατιά (stratiā́)                    | στρατιαί (stratiaí)        | γλῶσσα (glôssă)            | γλῶσσαι (glôssai)   |
| Genitiv                       | νεανίου (neaníou)             | νεανιῶν (neanιôn)   | στρατιώτου (stratiṓtou) | στρατιωτῶν (stratiōtôn)              | στρατιᾶς (stratiâs)                  | στρατιῶν (stratiôn)        | γλώσσης (glṓssēs)          | γλωσσῶν (glōssôn)   |
| Dativ                         | νεανίᾳ (neaníāi)              | νεανίαις (neaníais) | στρατιώτῃ (stratiṓtēi)  | στρατιώταις (stratiṓtais)            | στρατιᾷ (stratiāi)                   | στρατιαῖς (stratiaîs)      | γλώσσῃ (glṓssēi)           | γλώσσαις (glṓssais) |
| Akkusativ                     | νεανίαν (neaníān)             | νεανίας (neaníās)   | στρατιώτην (stratiṓtēn) | στρατιώτας (stratiṓtās)              | στρατιάν (stratiā́n)                  | στρατιάς (stratiā́s)        | γλῶσσαν (glôssăn)          | γλώσσας (glṓssās)   |
| Vokativ                       | νεανία (neaníā)               | νεανίαι (neaníai)   | στρατιῶτᾰ (stratiôtă)   | στρατιῶται (stratiôtai)              | στρατιά (stratiā́)                    | στρατιαί (stratiaí)        | γλῶσσα (glôssă)            | γλῶσσαι (glôssai)   |

### Zweite Deklination
In der Zweiten Deklination (auch ο-Deklination oder Omikron-Deklination genannt) finden sich maskuline, neutrale und feminine Wörter. Bei den neutralen Wörtern ist zu beachten, dass sich der Nominativ und der Akkusativ (wie auch in anderen Sprachen) immer gleichen.
|                                   | Maskulinum                        | Maskulinum                    | Neutrum                       | Neutrum         |
| ἄνθρωπος (Stamm: ἀνθρωπο-) Mensch | ἄνθρωπος (Stamm: ἀνθρωπο-) Mensch | δῶρον (Stamm: δωρο-) Geschenk | δῶρον (Stamm: δωρο-) Geschenk |                 |
| Singular                          | Plural                            | Singular                      | Plural                        |                 |
| --------------------------------- | --------------------------------- | ----------------------------- | ----------------------------- | --------------- |
| Nominativ                         | ἄνθρωπος (ánthrōpos)              | ἄνθρωποι (ánthrōpoi)          | δῶρον (dôron)                 | δῶρα (dôră)     |
| Genitiv                           | ἀνθρώπου (anthrṓpou)              | ἀνθρώπων (anthrṓpōn)          | δώρου (dṓrou)                 | δώρων (dṓrōn)   |
| Dativ                             | ἀνθρώπῳ (anthrṓpōi)               | ἀνθρώποις (anthrṓpois)        | δώρῳ (dṓrōi)                  | δώροις (dṓrois) |
| Akkusativ                         | ἄνθρωπον (ánthrōpon)              | ἀνθρώπους (anthrṓpous)        | δῶρον (dôron)                 | δῶρα (dôră)     |
| Vokativ                           | ἄνθρωπε (ánthrōpe)                | ἄνθρωποι (ánthrōpoi)          | δῶρον (dôron)                 | δῶρα (dôră)     |

### Dritte Deklination
In der Dritten Deklination finden sich Wörter aller Geschlechter. Sie vereinigt Wörter mit konsonantischen und vokalischen Stämmen und die Grundformen weisen sehr unterschiedliche Endungen auf (vergleiche ἅλς hals [Stamm ἁλ-], ἀνήρ anēr [Stamm ἀνδρ-], γέρων gerōn [Stamm γεροντ-], γυνή gynē [Stamm γυναικ-], δαίμων daimōn, ἐλέφας elephas [Stamm ἐλεφαντ-], ἐλπίς elpis [Stamm ἐλπιδ-], Ζεύς Zeus [Stamm Δι-],  ἰχθύς ichthys, πούς pous [Stamm ποδ-], πατήρ patēr, πόλις polis, ῥήτωρ rhētōr, Σωκράτης Sōkratēs, σῶμα sōma [Stamm σωματ-], ὕδωρ hydōr [Stamm ὑδατ-]). Die folgenden Endungen sind im Wesentlichen regelmäßig:
|           | Maskulinum, Femininum  | Maskulinum, Femininum | Maskulinum, Femininum         | Neutrum        | Neutrum | Neutrum |
| Singular  | Dual                   | Plural                | Singular                      | Dual           | Plural  |         |
| --------- | ---------------------- | --------------------- | ----------------------------- | -------------- | ------- | ------- |
| Nominativ | -ς oder —              | -ε                    | -ες                           | —              | -ε      | -ᾰ      |
| Genitiv   | -ος (oder -ως)         | -οιν                  | -ων                           | -ος (oder -ως) | -οιν    | -ων     |
| Dativ     | -ι                     | -οιν                  | -σι(ν)                        | -ι             | -οιν    | -σι(ν)  |
| Akkusativ | -ᾰ (A 1) oder -ν (A 2) | -ε                    | -ᾰς (A 1) oder -ς (-νς) (A 2) | —              | -ε      | -ᾰ      |
| Vokativ   | -ς oder —              | -ε                    | -ες                           | —              | -ε      | -ᾰ      |